# Fundación de San Diego de Alcalá
La fundación de San Diego de Alcalá, de la Condesa de la Vega del Pozo o colegio de las Adoratrices es un conjunto arquitectónico monumental formado por varias edificaciones y construido entre finales del siglo XIX y principios del XX por Ricardo Velázquez Bosco por encargo de María Diega Desmaissières, condesa de la Vega del Pozo y duquesa de Sevillano, en el sur de la ciudad de Guadalajara (España).
El conjunto fue trazado y construido a partir de 1887 por Ricardo Velázquez Bosco siguiendo una arquitectura ecléctica donde destaca el carácter monumental de todos los edificios, de corte clásico, y los recursos constructivos y ornamentales tomados fundamental aunque no únicamente de las arquitecturas renacentista y mudéjar.

## Historia
Aprovechando la finca que poseía la familia Desmaissières, María Diega Desmaissières tuvo la intención de levantar un gran edificio, si bien no se tiene muy claro el uso que le quiso dar en principio, seguramente en un asilo y escuela junto a una explotación agraria que sirviese como modelo, con casas para los trabajadores, que también reproduciría en el poblado de Villaflores. Finalmente terminó siendo colegio y convento de las adoratrices, orden que fundó su tía Micaela Desmaissières.
Tras la guerra civil española el edificio central de la fundación fue destinado a Academia de Infantería, centro que se ocupó de la transformación de varios miles de alféreces, tenientes y capitanes provisionales en oficiales de carrera del Ejército. Recuperó su función educativa original en 1948 cuando la Academia de Infantería fue trasladada a sus nuevas instalaciones en la ciudad de Toledo.

## Descripción
El conjunto se articula en una serie de espacios que comprenden patios, huertas, terrenos de secano, jardines y paseos. Intercaladas se erigen diferentes edificaciones, sobresaliendo por sus proporciones el colegio de las Adoratrices, edificio central del conjunto, la iglesia de Santa María Micaela y el panteón de la Duquesa de Sevillano, además de otras de menor escala destinadas para alojar servidumbre, aperos, silos, etc.

### Panteón

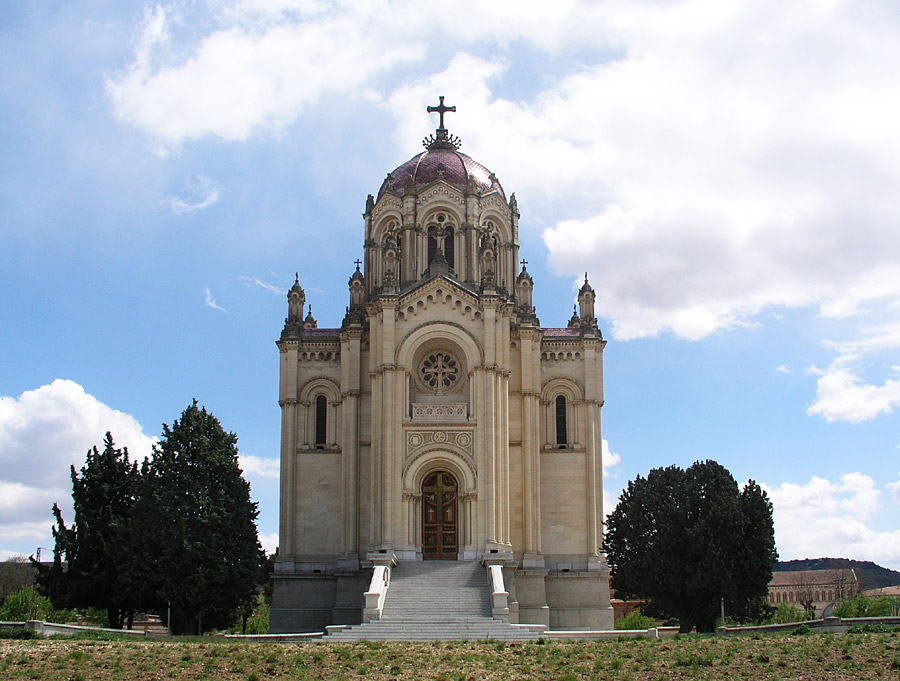
Panteón de la Duquesa de Sevillano

El panteón sigue un esquema arquitectónico de tipo románico lombardo pero con detalles de tipo gótico. Es de planta de cruz griega donde el crucero se cubre con una gran cúpula gallonada y decorada con mosaicos de tipo bizantino traídos de Constantinopla, y al exterior con teja de cerámica. En la parte superior del muro, decorado con un friso de arquillos ciegos, se abren ventanas de medio punto. El tambor poligonal va calado totalmente por ventanas agimeradas, separadas por pilastras acabadas en pináculos, cobijadas por gallones. 
El interior, al que se accede por una gran escalinata, está revestidos de mosaicos. Los suelos y la ornamentación de todos los techos de planta noble están ejecutados en mosaicos de mármol, encargados expresamente por Velázquez Bosco a especialistas de Rávena. En la cripta se encuentra el enterramiento de María Diega Desmaissières, una obra de estilo neorrenacentista.

### Iglesia
En la iglesia de Santa María Micaela, Velázquez Bosco sigue el modelo de los templos castellanos del siglo XV: espacio rectangular sin crucero y abundante decoración gótica y mudéjar. Posee una galería a modo de logia en la parte superior, con ventanas corridas de medio punto. La cubierta es un artesonado al estilo mudéjar.
El claustro, ornamental y constructivamente, sigue los modelos románicos. De planta cuadrada, consta de dos pisos, con cubierta arquitrabada ambos, abiertos con amplia galería de arquerías de medio punto sustentadas por columnas provistas de capiteles de sencilla decoración vegetal.

### Edificio central
El edificio central presenta una fachada orientada al norte, ejecutada en piedra caliza blanca, imitando en su estructura y trazas de tipo renacentista la fachada del Colegio Mayor de San Ildefonso de la Universidad de Alcalá de Henares. La ornamentación reproduce temas del plateresco. Cierran los edificios que circundan esta fachada en ladrillo visto, una plaza.
Dando al paseo de San Roque aparecen los elementos constructivos de una suntuosa entrada al parque que precede al panteón. Estos elementos son fuertes pilares moldurados, con remates de múltiple influencia estilística, dentro del general eclecticismo de la construcción. La reja que cierra este espacio ajardinado es obra de hierro de esmerada ejecución y ornamentación.